# Cournanel
Cournanel  est une commune française, située dans l'Ouest du département de l'Aude en région Occitanie.
Sur le plan historique et culturel, la commune fait partie du Razès, un pays historiquement très étendu, qui ne se résume aujourd'hui qu'aux collines de la Malepère et au bas Razès au centre et au sud, limité par le pays de Sault. Exposée à un climat océanique altéré, elle est drainée par l'Aude, la Corneilla. La commune possède un patrimoine naturel remarquable composé d'une zone naturelle d'intérêt écologique, faunistique et floristique.
Cournanel est une commune urbaine qui compte 664 habitants en 2022, après avoir connu une forte hausse de la population depuis 1975. Elle appartient à l'unité urbaine de Limoux et fait partie de l'aire d'attraction de Limoux. Ses habitants sont appelés les Cournanélois ou  Cournanéloises.
Le patrimoine architectural de la commune comprend deux  immeubles protégés au titre des monuments historiques : l'église Saint-Étienne, inscrite en 1948, et le château des évêques d'Alet, inscrit en 1948.

## Géographie

### Localisation
Cournanel est une commune située dans l'aire urbaine de Limoux.

### Communes limitrophes
Les communes limitrophes sont  Alet-les-Bains, Limoux et Magrie.
|        | Limoux    |                |
| Magrie | Cournanel |                |
|        |           | Alet-les-Bains |

### Géologie et relief
Cournanel se situe en zone de sismicité 2 (sismicité faible).

### Hydrographie
La commune est dans la région hydrographique « Côtiers méditerranéens », au sein du bassin hydrographique Rhône-Méditerranée-Corse. Elle est drainée par l'Aude et la Corneilla, qui constituent un réseau hydrographique de 5 km de longueur totale,.
L'Aude, d'une longueur totale de 223,59 km, prend sa source dans la commune des Angles et s'écoule du sud vers le nord. Elle traverse la commune et se jette dans le golfe du Lion à Fleury, après avoir traversé 73 communes.
La Corneilla, d'une longueur totale de 21,6 km, prend sa source dans la commune de Festes-et-Saint-André et s'écoule du sud-ouest vers le nord-est. Elle traverse la commune et se jette dans l'Aude sur le territoire communal, après avoir traversé 6 communes.

### Climat
Pour des articles plus généraux, voir Climat de l'Occitanie et Climat de l'Aude.
En 2010, le climat de la commune est de type climat océanique altéré, selon une étude s'appuyant sur une série de données couvrant la période 1971-2000. En 2020, Météo-France publie une typologie des climats de la France métropolitaine dans laquelle la commune est exposée à un climat de montagne ou de marges de montagne et est dans la région climatique Pyrénées orientales, caractérisée par une faible pluviométrie, un très bon ensoleillement (2 600 h/an), un air sec, particulièrement en hiver et peu de brouillards.
Pour la période 1971-2000, la température annuelle moyenne est de 13,4 °C, avec une amplitude thermique annuelle de 15,3 °C. Le cumul annuel moyen de précipitations est de 774 mm, avec 10 jours de précipitations en janvier et 5,1 jours en juillet. Pour la période 1991-2020, la température moyenne annuelle observée sur la station météorologique la plus proche, située sur la commune de Limoux à 3 km à vol d'oiseau, est de 13,6 °C et le cumul annuel moyen de précipitations est de 666,0 mm,. Pour l'avenir, les paramètres climatiques de la commune estimés pour 2050 selon différents scénarios d'émission de gaz à effet de serre sont consultables sur un site dédié publié par Météo-France en novembre 2022.

### Milieux naturels et biodiversité

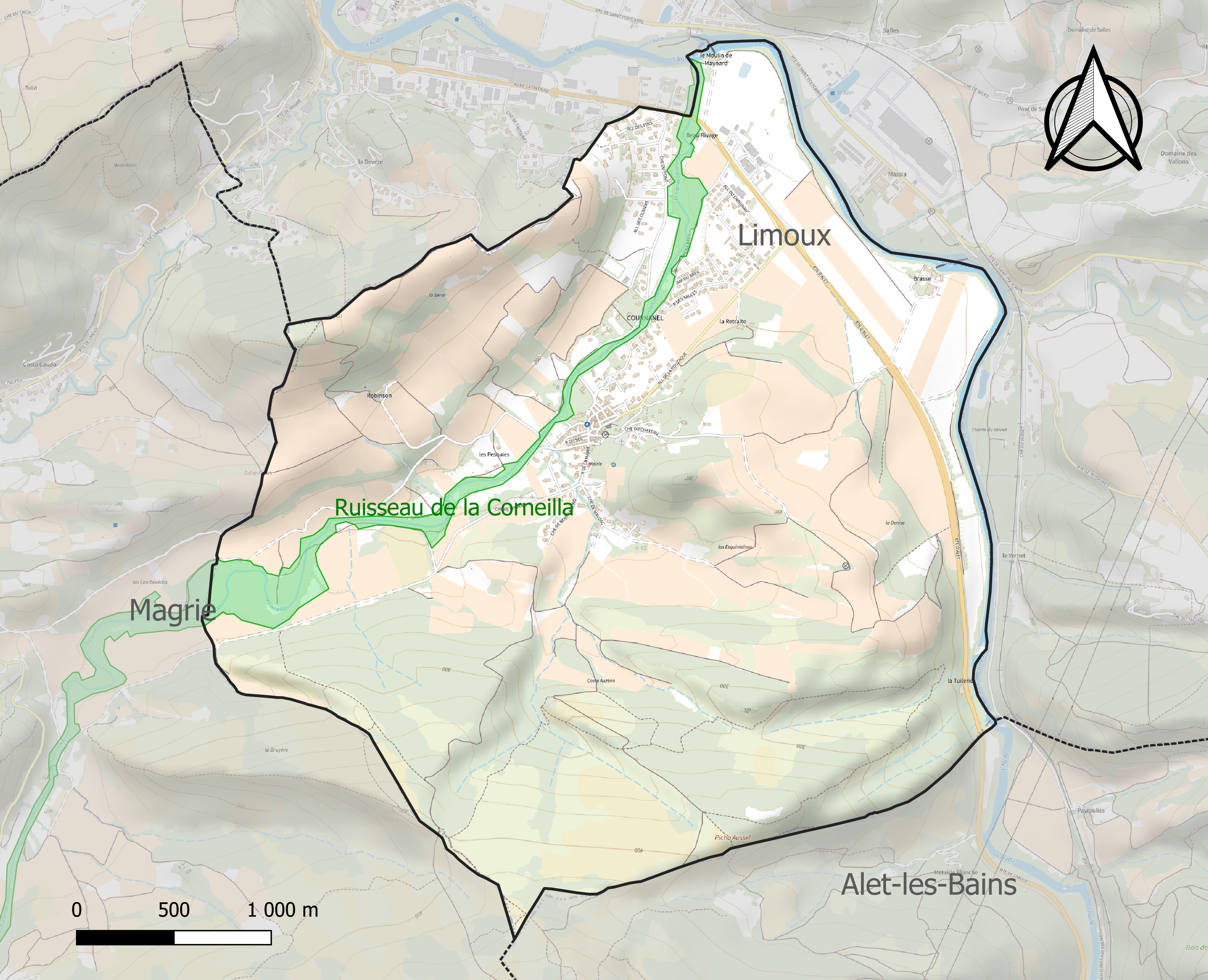
Carte de la ZNIEFF de type 1 localisée sur la commune.

L’inventaire des zones naturelles d'intérêt écologique, faunistique et floristique (ZNIEFF) a pour objectif de réaliser une couverture des zones les plus intéressantes sur le plan écologique, essentiellement dans la perspective d’améliorer la connaissance du patrimoine naturel national et de fournir aux différents décideurs un outil d’aide à la prise en compte de l’environnement dans l’aménagement du territoire. Une ZNIEFF de type 1 est recensée sur la commune : le « ruisseau de la Corneilla » (92 ha), couvrant 7 communes du département.

## Urbanisme

### Typologie
Au 1er janvier 2024, Cournanel est catégorisée petite ville, selon la nouvelle grille communale de densité à 7 niveaux définie par l'Insee en 2022.
Elle appartient à l'unité urbaine de Limoux, une agglomération intra-départementale dont elle est une commune de la banlieue,. Par ailleurs la commune fait partie de l'aire d'attraction de Limoux, dont elle est une commune du pôle principal,. Cette aire, qui regroupe 39 communes, est catégorisée dans les aires de moins de 50 000 habitants,.

### Occupation des sols
L'occupation des sols de la commune, telle qu'elle ressort de la base de données européenne d’occupation biophysique des sols Corine Land Cover (CLC), est marquée par l'importance des territoires agricoles (58,9 % en 2018), en diminution par rapport à 1990 (61,6 %). La répartition détaillée en 2018 est la suivante : cultures permanentes (49,4 %), forêts (22,6 %), milieux à végétation arbustive et/ou herbacée (10,9 %), zones agricoles hétérogènes (9,6 %), zones urbanisées (5,6 %), zones industrielles ou commerciales et réseaux de communication (1,9 %). L'évolution de l’occupation des sols de la commune et de ses infrastructures peut être observée sur les différentes représentations cartographiques du territoire : la carte de Cassini (XVIIIe siècle), la carte d'état-major (1820-1866) et les cartes ou photos aériennes de l'IGN pour la période actuelle (1950 à aujourd'hui).

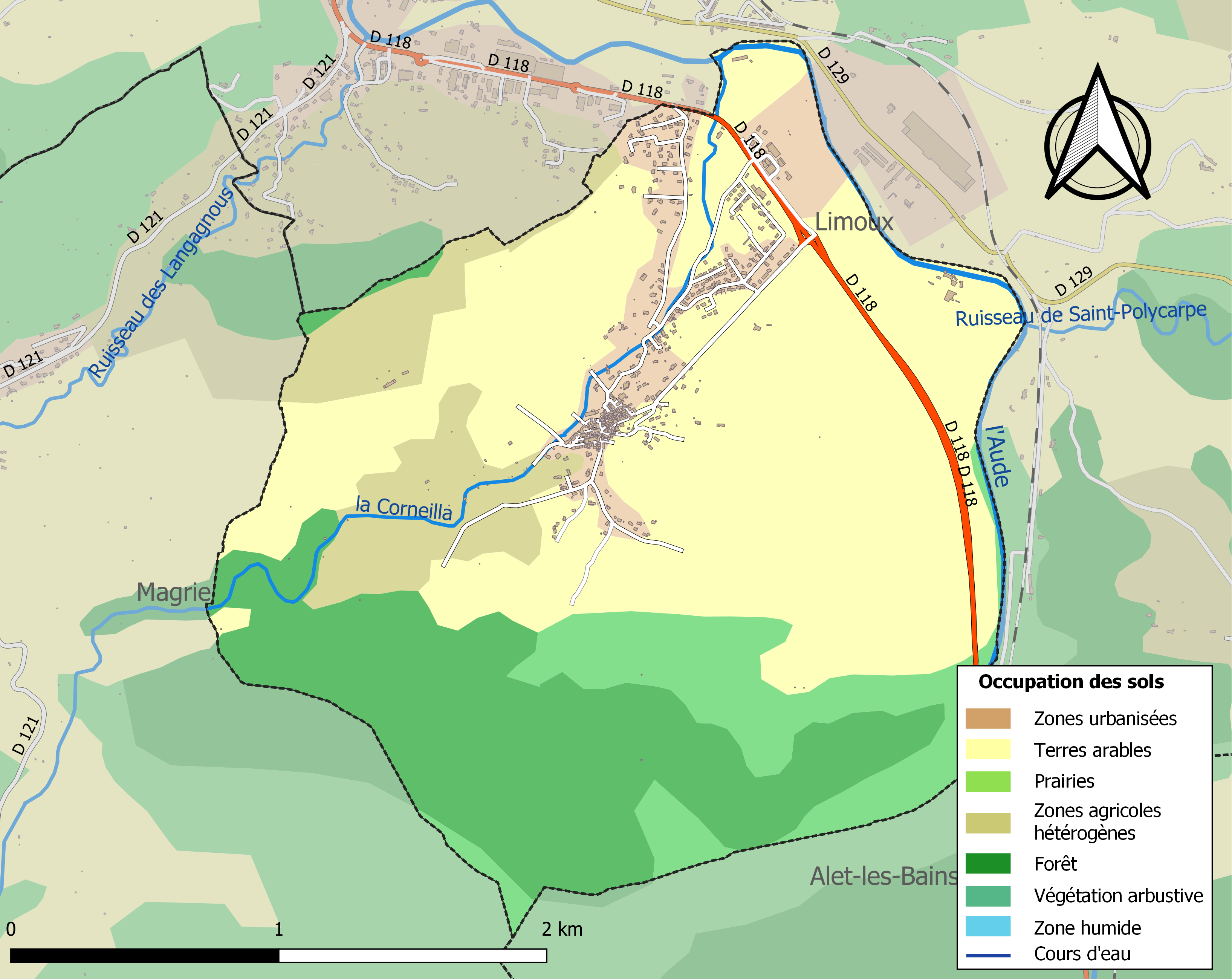
Carte des infrastructures et de l'occupation des sols de la commune en 2018 (CLC).

### Risques majeurs
Le territoire de la commune de Cournanel est vulnérable à différents aléas naturels : météorologiques (tempête, orage, neige, grand froid, canicule ou sécheresse), inondations, feux de forêts et séisme (sismicité faible). Il est également exposé à deux risques technologiques,  le transport de matières dangereuses et la rupture d'un barrage. Un site publié par le BRGM permet d'évaluer simplement et rapidement les risques d'un bien localisé soit par son adresse soit par le numéro de sa parcelle.

#### Risques naturels
Certaines parties du territoire communal sont susceptibles d’être affectées par le risque d’inondation par débordement de cours d'eau, notamment l'Aude et la Corneilla. La commune a été reconnue en état de catastrophe naturelle au titre des dommages causés par les inondations et coulées de boue survenues en 1982, 1990, 1992, 1996, 2009, 2018 et 2020,.

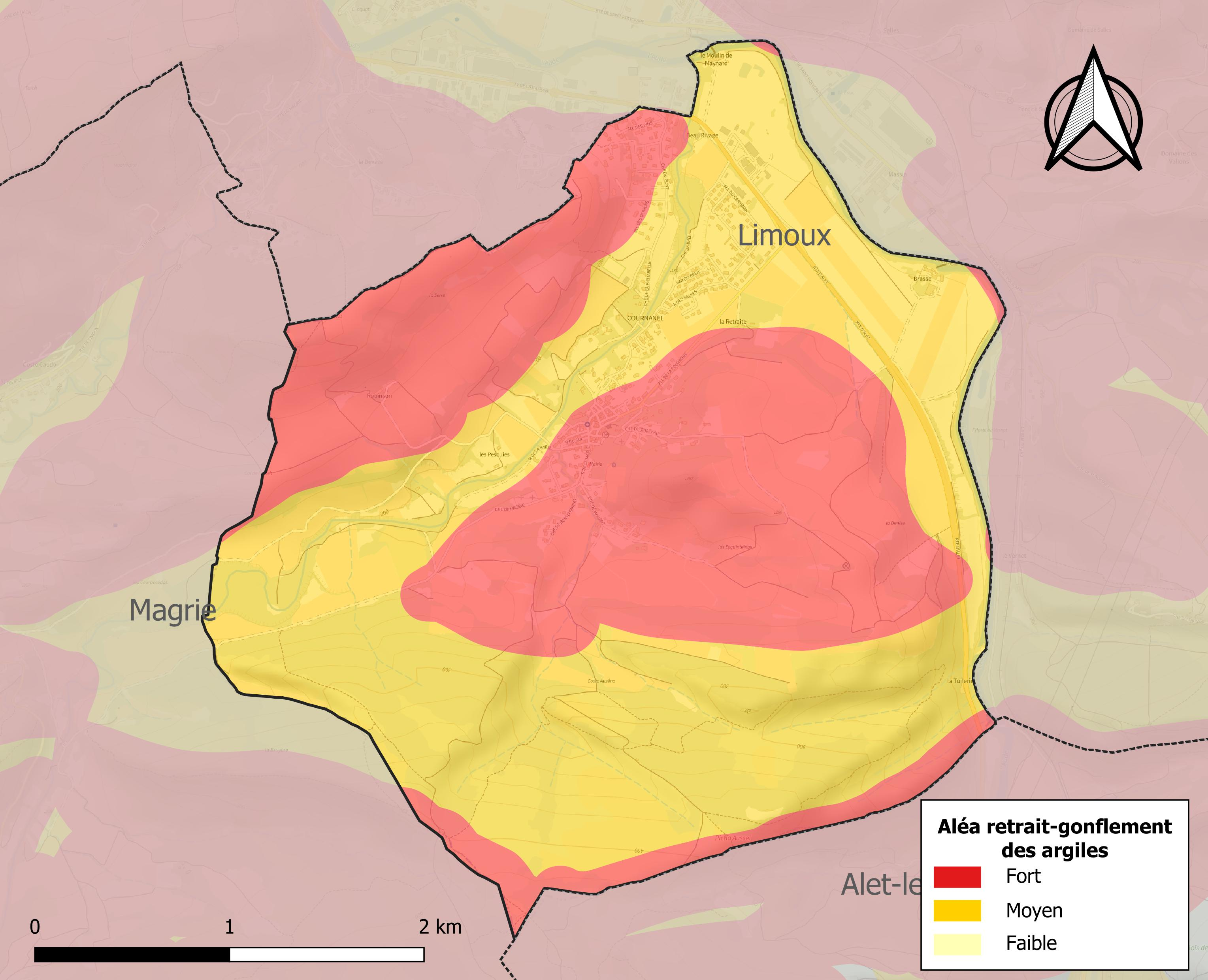
Carte des zones d'aléa retrait-gonflement des sols argileux de Cournanel.

Le retrait-gonflement des sols argileux est susceptible d'engendrer des dommages importants aux bâtiments en cas d’alternance de périodes de sécheresse et de pluie. La totalité de la commune est en aléa moyen ou fort (75,2 % au niveau départemental et 48,5 % au niveau national). Sur les 360 bâtiments dénombrés sur la commune en 2019, 360 sont en aléa moyen ou fort, soit 100 %, à comparer aux 94 % au niveau départemental et 54 % au niveau national. Une cartographie de l'exposition du territoire national au retrait gonflement des sols argileux est disponible sur le site du BRGM,.

#### Risques technologiques
Le risque de transport de matières dangereuses sur la commune est lié à sa traversée par une route à fort trafic. Un accident se produisant sur une telle infrastructure est en effet susceptible d’avoir des effets graves au bâti ou aux personnes jusqu’à 350 m, selon la nature du matériau transporté. Des dispositions d’urbanisme peuvent être préconisées en conséquence.
La commune est en outre située en aval des barrages de Matemale et de Puyvalador, deux ouvrages de classe A, situés dans le département des Pyrénées-Orientales. À ce titre elle est susceptible d’être touchée par l’onde de submersion consécutive à la rupture d'un de ces ouvrages.

## Toponymie
La rivière Corneilla et le nom de la commune tirent leur nom de Cornelius, jadis propriétaire de la villa romaine qui occupait le plateau de Robinson à l'antiquité[réf. nécessaire].

## Politique et administration

### Découpage territorial
La commune de Cournanel est membre de la communauté de communes du Limouxin, un établissement public de coopération intercommunale (EPCI) à fiscalité propre créé le 2 décembre 2016 dont le siège est à Limoux. Ce dernier est par ailleurs membre d'autres groupements intercommunaux.
Sur le plan administratif, elle est rattachée à l'arrondissement de Limoux, au département de l'Aude, en tant que circonscription administrative de l'État, et à la région Occitanie.
Sur le plan électoral, elle dépend du canton de la Région-Limouxine pour l'élection des conseillers départementaux, depuis le redécoupage cantonal de 2014 entré en vigueur en 2015, et de la troisième circonscription de l'Aude  pour les élections législatives, depuis le redécoupage électoral de 1986.

### Liste des maires
| Période                                  | Période  | Identité     | Étiquette | Qualité |
| ---------------------------------------- | -------- | ------------ | --------- | ------- |
| mars 2001                                | En cours | Alain Costes | SE        |         |
| Les données manquantes sont à compléter. |          |              |           |         |

## Démographie
| 1793 | 1800 | 1806 | 1821 | 1831 | 1836 | 1841 | 1846 | 1851 |
| ---- | ---- | ---- | ---- | ---- | ---- | ---- | ---- | ---- |
| 343  | 307  | 326  | 388  | 420  | 362  | 388  | 366  | 385  |

| 1856 | 1861 | 1866 | 1872 | 1876 | 1881 | 1886 | 1891 | 1896 |
| ---- | ---- | ---- | ---- | ---- | ---- | ---- | ---- | ---- |
| 400  | 362  | 332  | 312  | 290  | 308  | 316  | 269  | 314  |

| 1901 | 1906 | 1911 | 1921 | 1926 | 1931 | 1936 | 1946 | 1954 |
| ---- | ---- | ---- | ---- | ---- | ---- | ---- | ---- | ---- |
| 308  | 323  | 300  | 259  | 283  | 328  | 300  | 262  | 270  |

| 1962 | 1968 | 1975 | 1982 | 1990 | 1999 | 2006 | 2011 | 2016 |
| ---- | ---- | ---- | ---- | ---- | ---- | ---- | ---- | ---- |
| 281  | 246  | 279  | 344  | 502  | 524  | 571  | 666  | 704  |

| 2021 | 2022 | - | - | - | - | - | - | - |
| ---- | ---- | - | - | - | - | - | - | - |
| 685  | 664  | - | - | - | - | - | - | - |

## Économie

### Revenus
En 2018  (données Insee publiées en septembre 2021), la commune compte 298 ménages fiscaux, regroupant 703 personnes. La médiane du revenu disponible par unité de consommation est de 21 150 € (19 240 € dans le département).

### Emploi
| Division       | 2008   | 2013   | 2018   |
| -------------- | ------ | ------ | ------ |
| Commune        | 8 %    | 8,9 %  | 7,4 %  |
| Département    | 10,2 % | 12,8 % | 12,6 % |
| France entière | 8,3 %  | 10 %   | 10 %   |

En 2018, la population âgée de 15 à 64 ans s'élève à 456 personnes, parmi lesquelles on compte 74,1 % d'actifs (66,6 % ayant un emploi et 7,4 % de chômeurs) et 25,9 % d'inactifs,. Depuis 2008, le taux de chômage communal (au sens du recensement) des 15-64 ans est inférieur à celui de la France et du département.
La commune fait partie du pôle principal de l'aire d'attraction de Limoux,. Elle compte 105 emplois en 2018, contre 97 en 2013 et 145 en 2008. Le nombre d'actifs ayant un emploi résidant dans la commune est de 310, soit un indicateur de concentration d'emploi de 33,9 % et un taux d'activité parmi les 15 ans ou plus de 58,6 %.
Sur ces 310 actifs de 15 ans ou plus ayant un emploi, 51 travaillent dans la commune, soit 17 % des habitants. Pour se rendre au travail, 93,4 % des habitants utilisent un véhicule personnel ou de fonction à quatre roues, 0,3 % les transports en commun, 4,3 % s'y rendent en deux-roues, à vélo ou à pied et 2 % n'ont pas besoin de transport (travail au domicile).

### Activités hors agriculture
40 établissements sont implantés  à Cournanel au 31 décembre 2019. Le tableau ci-dessous en détaille le nombre par secteur d'activité et compare les ratios avec ceux du département,.
| Secteur d'activité                                                                                        | Commune | Commune | Département |
| Secteur d'activité                                                                                        | Nombre  | %       | %           |
| --- | ------- | ------- | ----------- |
| Ensemble                                                                                                  | 40      |         |             |
| Industrie manufacturière, industries extractives et autres                                                | 5       | 12,5 %  | (8,8 %)     |
| Construction                                                                                              | 7       | 17,5 %  | (14 %)      |
| Commerce de gros et de détail, transports, hébergement et restauration                                    | 11      | 27,5 %  | (32,3 %)    |
| Activités immobilières                                                                                    | 2       | 5 %     | (5,2 %)     |
| Activités spécialisées, scientifiques et techniques et activités de services administratifs et de soutien | 8       | 20 %    | (13,3 %)    |
| Administration publique, enseignement, santé humaine et action sociale                                    | 2       | 5 %     | (13,2 %)    |
| Autres activités de services                                                                              | 5       | 12,5 %  | (8,8 %)     |

Le secteur du commerce de gros et de détail, des transports, de l'hébergement et de la restauration est prépondérant sur la commune puisqu'il représente 27,5 % du nombre total d'établissements de la commune (11 sur les 40 entreprises implantées à Cournanel), contre 32,3 % au niveau départemental.

### Agriculture
La commune fait partie de la petite région agricole dénommée « Région viticole ». En 2010, l'orientation technico-économique de l'agriculture  sur la commune est la viticulture (appellation et autre).
|                                   | 1988 | 2000 | 2010 |
| --------------------------------- | ---- | ---- | ---- |
| Exploitations                     | 26   | 12   | 11   |
| Superficie agricole utilisée (ha) | 246  | 206  | 206  |

Le nombre d'exploitations agricoles en activité et ayant leur siège dans la commune est passé de 26 lors du recensement agricole de 1988 à 12 en 2000 puis à 11 en 2010, soit une baisse de 58 % en 22 ans. Le même mouvement est observé à l'échelle du département qui a perdu pendant cette période 52 % de ses exploitations. La surface agricole utilisée sur la commune a également diminué, passant de 246 ha en 1988 à 206 ha en 2010. Parallèlement la surface agricole utilisée moyenne par exploitation a augmenté, passant de 9 à 19 ha.

## Culture locale et patrimoine

### Lieux et monuments
- Église Saint-Étienne. L'église (à l'exception du chœur) a été inscrite au titre des monuments historiques en 1948[38].
- Domaine de Robinson
- Château des évêques d'Alet
- Chemin des cabanes entre Magrie et Cournanel.

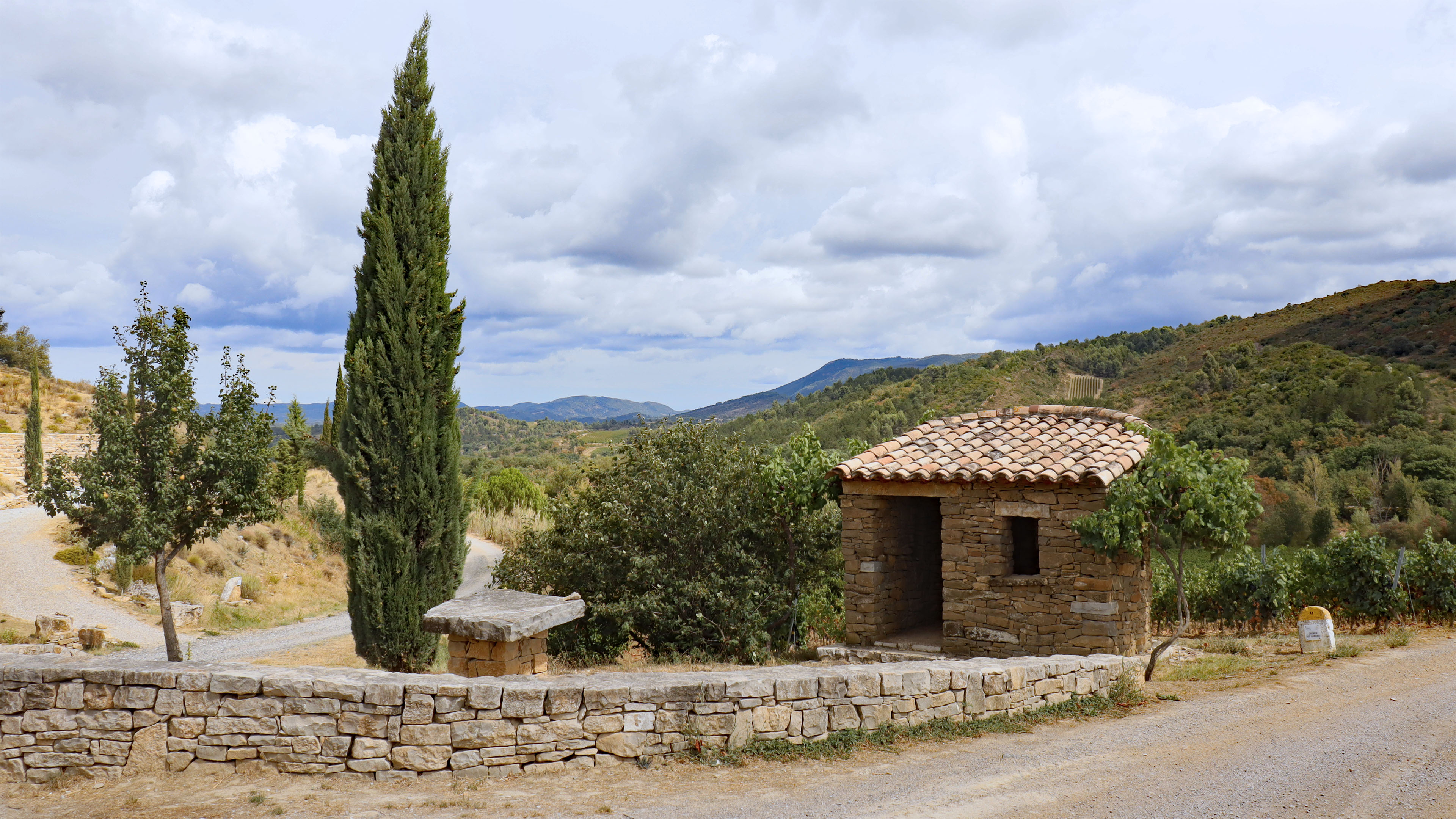
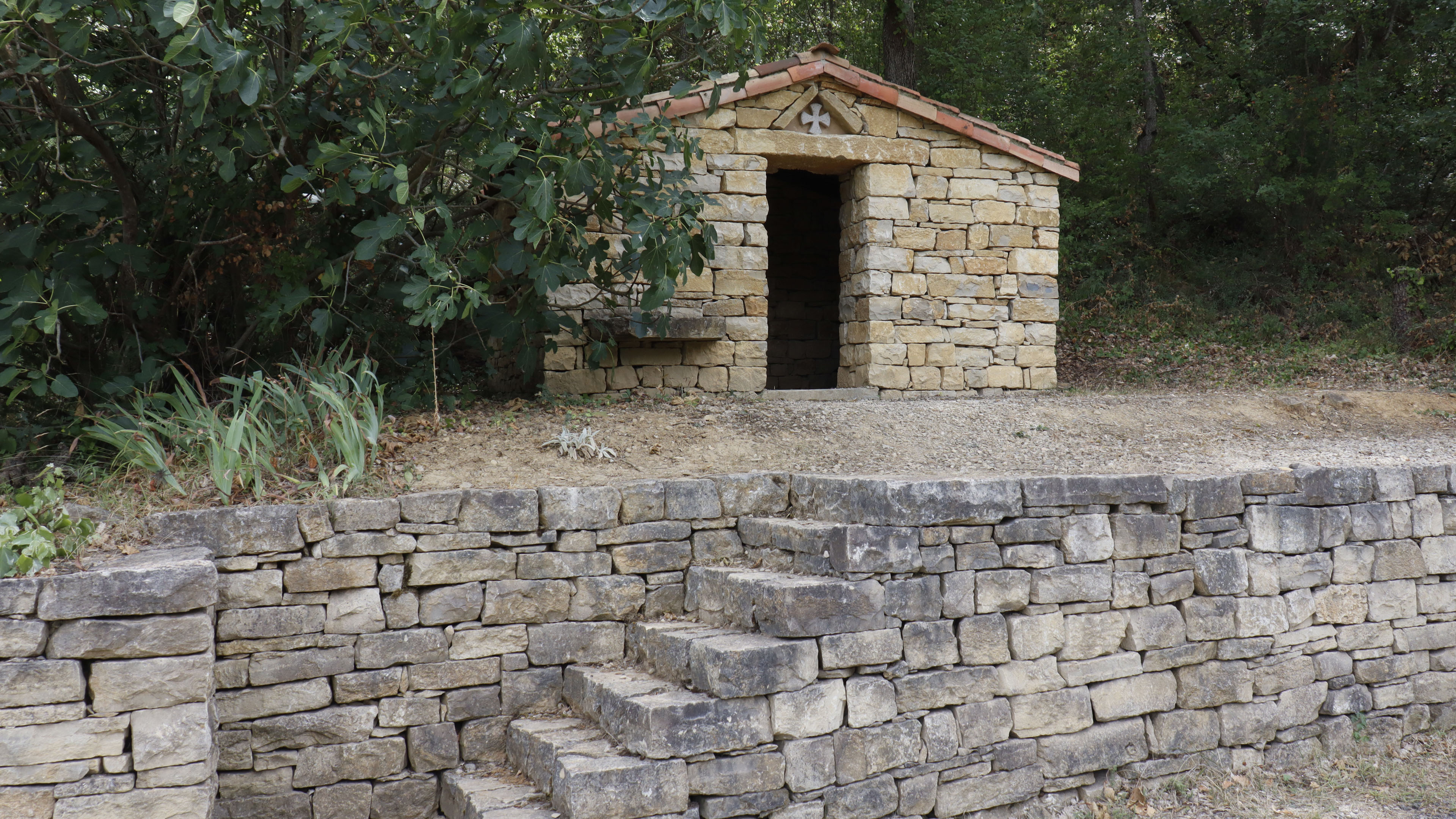
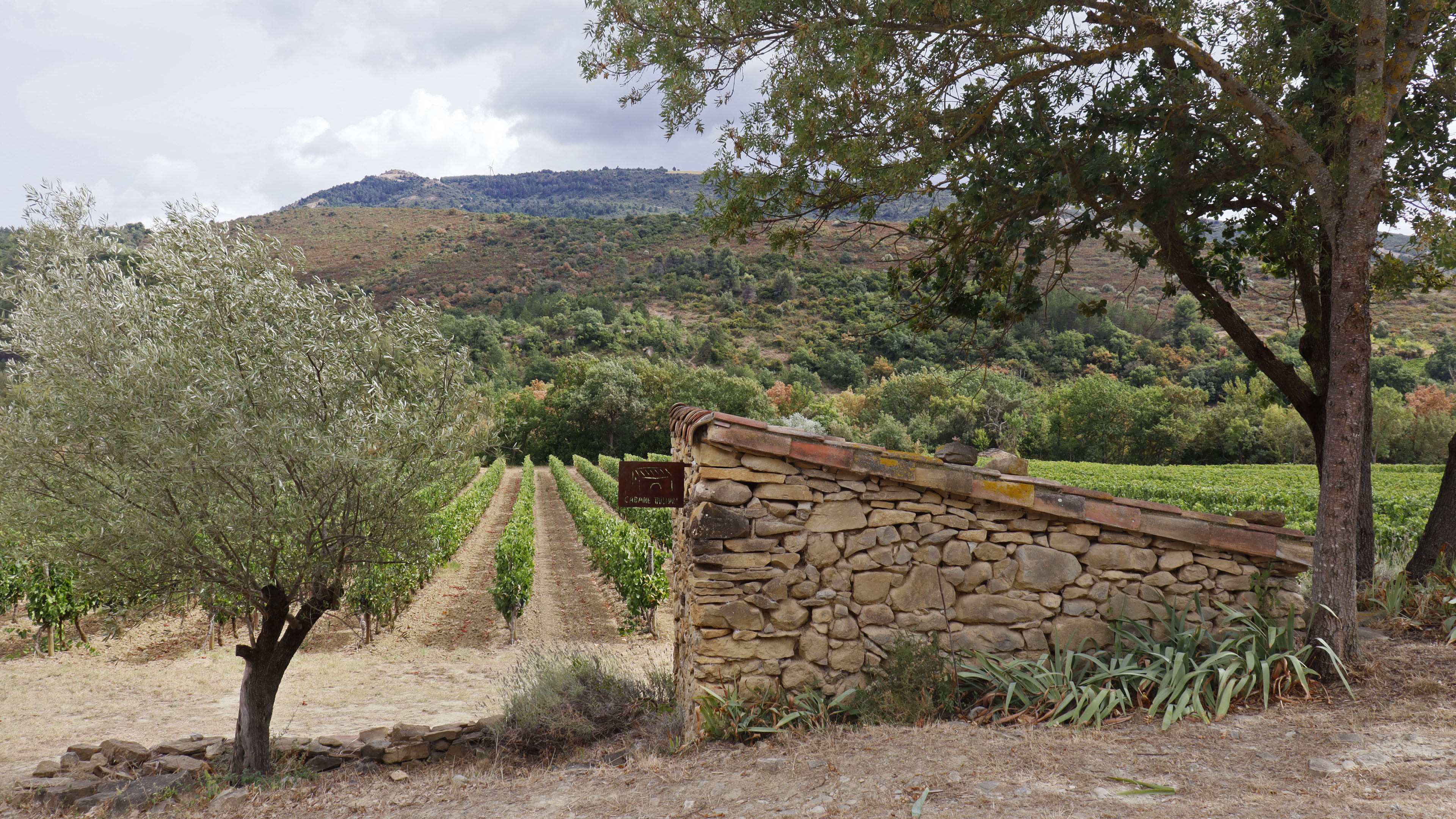
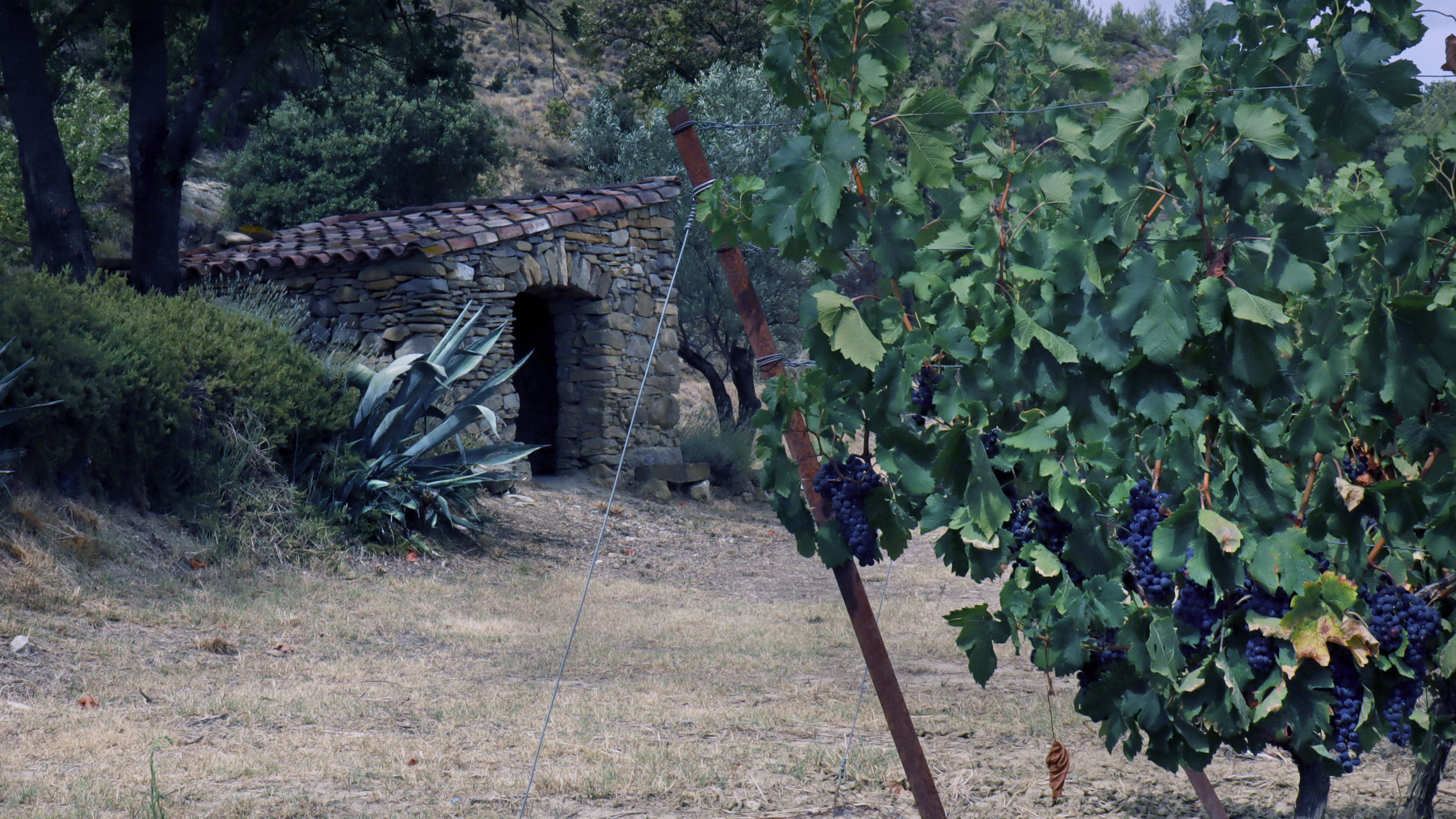

### Personnalités liées à la commune
- Guillaume d'Alzonne de Marcillac -
- Raymond Lizop (historien, inventeur des fouilles de Saint-Bertrand-de-Comminges)

### Héraldique
| Blason de Cournanel | Blason  | D'or à la tierce de sinople.                     |
| Blason de Cournanel | Détails | Le statut officiel du blason reste à déterminer. |